# TEDOM C 12
TEDOM C 12 je český nízkopodlažní autobus, který vyráběla v letech 2007 až 2012 třebíčská společnost TEDOM. Typ C 12, který je nástupcem vozu TEDOM Kronos 123, byl nabízen jak s plynovým, tak s dieselovým motorem.

## Konstrukce
Konstrukčně se model C 12 příliš neliší od předchozího Kronosu 123. Jedná se o městský nízkopodlažní (podlaha ve výšce 340 mm nad vozovkou) autobus se samonosnou karoserií. Rám karoserie je svařen tenkostěnných uzavřených profilů z nerezové oceli. Opláštění je vytvořeno z hliníkových plechů, čela vozu a střecha jsou vyrobeny ze sklolaminátu.
Výrobce spolupracoval s firmou SOR Libchavy, která mu dodávala speciální obklady pro interiér i exteriér vozidla. Interiér je tepelně izolován rohoží s hliníkovou fólií. Tvrzená okenní skla jsou do karoserie vlepena. Troje dvoukřídlé dveře v pravé bočnici jsou ovládány elektropneumaticky. Motor s převodovkou jsou umístěny vertikálně v tzv. „komínu“ v pravém zadním rohu autobusu. Zadní (hnací) náprava může být značek Voith nebo ZF, přední náprava je pevná (Voith, ZF nebo LAF). Kompozitové lahve na CNG (každá o objemu 320 l), které jsou u plynové verze TEDOM C 12G umístěny na střeše vozu, umožňují dojezd autobusu 450 km (3 lahve) nebo 650 km (4 lahve). Naftová nádrž u dieselové verze C 12D má objem 250 l.

## Výroba a provoz

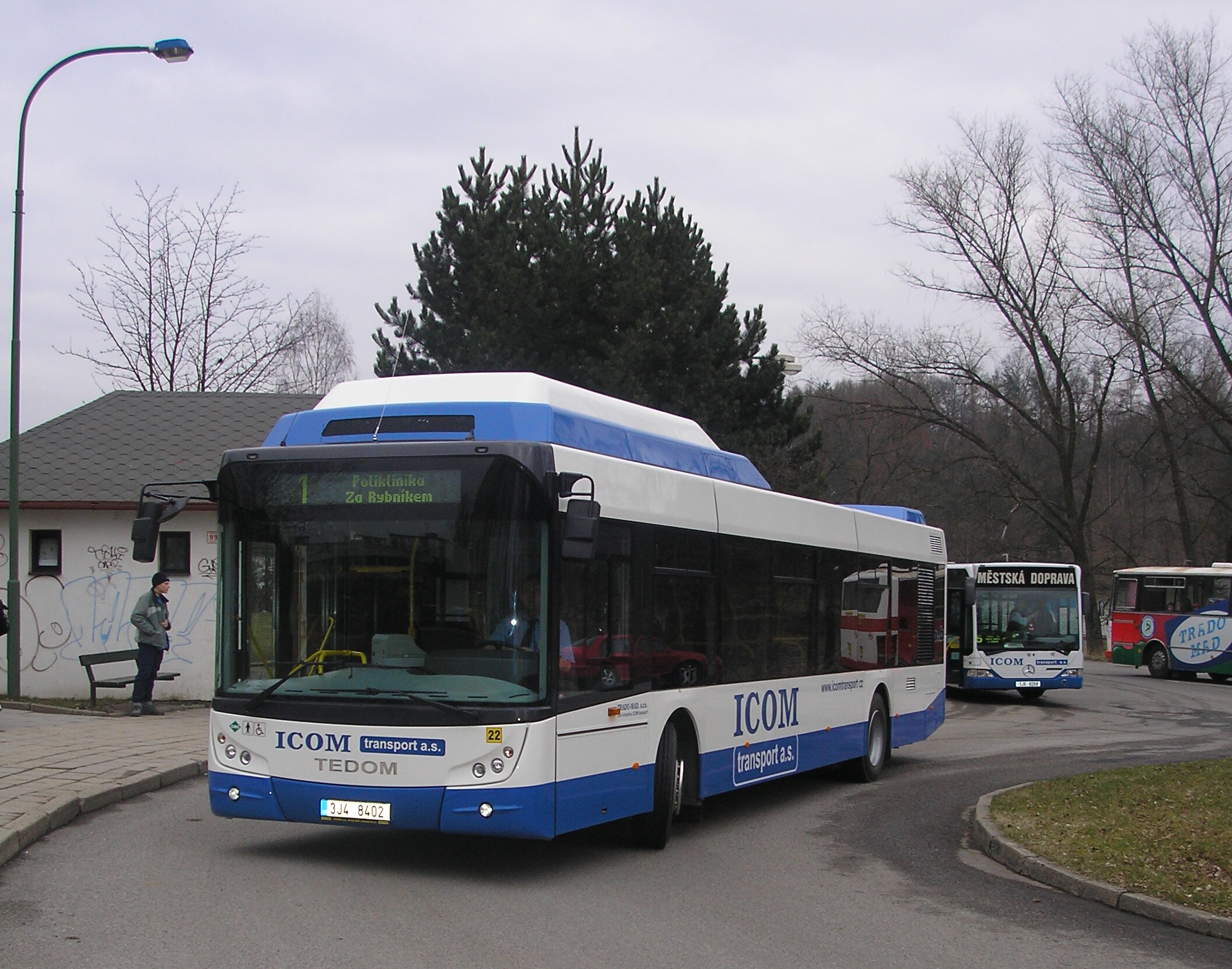
Autobus TEDOM C 12G v Třebíči

Model C 12 vznikl úpravou konstrukce předchozího typu TEDOM Kronos 123 na přelomu let 2006 a 2007. Během roku 2007 bylo vyrobeno celkem 23 autobusů C 12, téměř výhradně v plynové verzi (21×C 12G, 2×C 12D). 19 plynových vozů bylo dodáno do Košic, tamní dopravní podnik se tak stal největším provozovatelem autobusů TEDOM na světě. První vyrobený vůz C 12G byl dlouhodobě zapůjčen znojemskému dopravci ČAS-SERVICE, který jej v roce 2008 provozoval na lince skrze historické centrum Znojma (vůz je nyní stále majetkem výrobce). Jeden autobus v plynové verzi byl dodán do bulharské Sofie. Dva dieselové autobusy C 12D byly zakoupeny slovenským dopravcem SAD Prešov.
Na brněnském veletrhu Autotec 2008 byl představen model C 12 s mírně modifikovaným předním i zadním čelem.
Výroba v roce 2008 zahrnula celkem 36 autobusů C 12, z toho 31 poháněných stlačeným zemním plynem a pět s naftovým motorem. Osm vozů zakoupil sofijský dopravní podnik, 10 společnost Burgasbus z Burgasu, sedm Dopravní podnik města Liberce, tři vozy jsou pronajaty Dopravnému podniku Bratislava (DPB), zbylé plynové autobusy jsou v majetku výrobce. Vozy s naftovým pohonem zakoupily podniky SAD Prešov (2 ks) a SAD Lučenec (3 ks)
V roce 2009 byly vyrobeny mimo jiné autobusy pro TRADO MAD Třebíč (3 vozy), dopravní podnik ve Varně (10 ks) a pronájem pro DPB (17 ks).

## Historické vozy
- DP Ústí nad Labem č. 54 (C 12D)[2]
- Inter Star Liberec (ex Liberec č. 524, C 12G)[3]